# Athlītikos Podosfairikos Syllogos Atromītos Athīnōn 1923 2016-2017
Questa voce raccoglie le informazioni riguardanti l'Athlītikos Podosfairikos Syllogos Atromītos Athīnōn 1923 nelle competizioni ufficiali della stagione 2016-2017.

## Rosa
| N. |                        | Ruolo | Calciatore            |
| -- | ---------------------- | ----- | --------------------- |
| 1  | Grecia (bandiera)      | P     | Nikolaos Papadopoulos |
| 2  | Grecia (bandiera)      | D     | Giannīs Kontoes       |
| 3  | Argentina (bandiera)   | C     | Mariano Bíttolo       |
| 5  | Bielorussia (bandiera) | D     | Dzmitryj Baha         |
| 6  | Grecia (bandiera)      | D     | Sōkratīs Fytanidīs    |
| 7  | Brasile (bandiera)     | C     | Eduardo Brito         |
| 8  | Argentina (bandiera)   | C     | Javier Umbides        |
| 9  | Francia (bandiera)     | A     | Anthony Le Tallec     |
| 10 | Argentina (bandiera)   | C     | Martín Tonso          |
| 13 | Grecia (bandiera)      | D     | Georgios Zisopoulos   |
| 14 | Francia (bandiera)     | A     | Nicolas Diguiny       |
| 15 | Senegal (bandiera)     | C     | Paul Keita            |
| 18 | Montenegro (bandiera)  | C     | Miloš Stojčev         |

| N. |                        | Ruolo | Calciatore           |
| -- | ---------------------- | ----- | -------------------- |
| 19 | Grecia (bandiera)      | D     | Kyriakos Kivrakidīs  |
| 20 | Grecia (bandiera)      | C     | Thomas Vasiliou      |
| 24 | Grecia (bandiera)      | D     | Nikolaos Lazaridis   |
| 25 | Grecia (bandiera)      | A     | Michalis Bastakos    |
| 28 | Grecia (bandiera)      | C     | Spyros Natsos        |
| 29 | Grecia (bandiera)      | A     | Dīmītrīs Limnios     |
| 30 | Grecia (bandiera)      | D     | Alexandros Katranīs  |
| 31 | Grecia (bandiera)      | C     | Spyros Gougoudis     |
| 32 | Grecia (bandiera)      | A     | Dimitrios Grontis    |
| 33 | Grecia (bandiera)      | P     | Christos Theodorakis |
| 35 | Bielorussia (bandiera) | P     | Andrėj Harbunoŭ      |
|    | Grecia (bandiera)      | D     | Giannīs Maniatīs     |